# 古達烏塔區

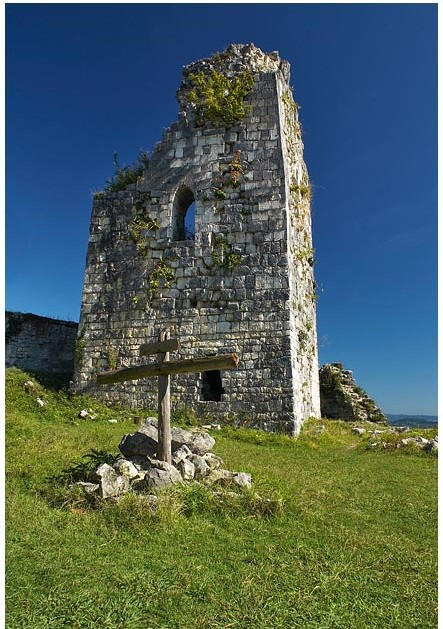

43°15′47″N 40°37′48″E / 43.26306°N 40.63000°E
古達烏塔區，是阿布哈茲的區份之一，位於該國西北部，区府为古達烏塔，面積1,640平方公里，2011年人口36,775，人口密度每平方公里22人。